# 纳韦斯
纳韦斯（法語：Navès，法語發音：[navɛs]）是法国奧克西塔尼大區塔恩省的一个市镇，属于卡斯特尔区。

## 地理
纳韦斯（43°33'58"N, 2°13'26"E）面积9.75 平方千米，位于法国奧克西塔尼大區塔恩省，该省份为法国南部内陆省份，北起顺时针与阿韦龙省、埃罗省、奥德省、上加龙省和塔恩-加龙省接壤。
与纳韦斯接壤的市镇（或旧市镇、城区）包括：卡斯特爾、拉布吕吉耶尔、圣阿夫里克-莱蒙塔涅、萨伊斯、维维耶莱蒙塔涅。

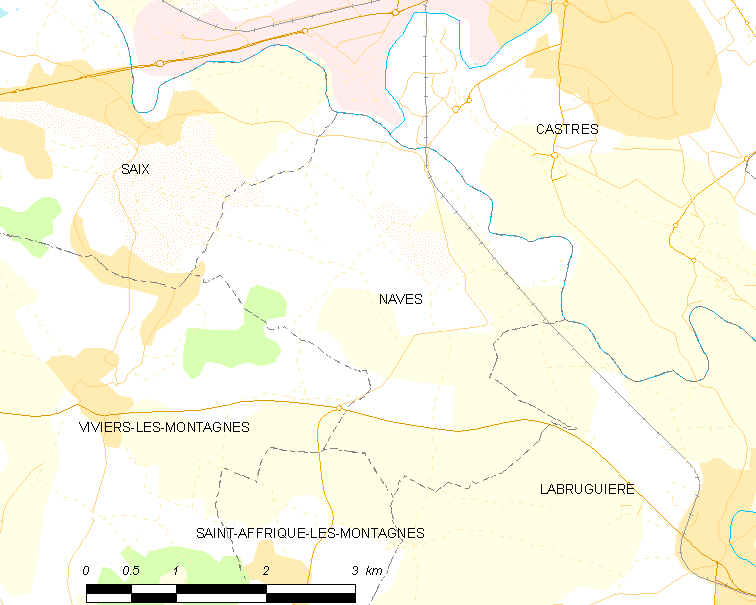
纳韦斯的OSM定位图

纳韦斯的时区为UTC+01:00、UTC+02:00（夏令时）。

## 行政
纳韦斯的邮政编码为81710，INSEE市镇编码为81195。

## 政治
纳韦斯所属的省级选区为卡斯特尔第三县。

## 人口

1962-2008年间纳韦斯人口变化图示

纳韦斯于2022年1月1日时的人口数量为690人。